# Khabib Abdulmanapovich Nurmagomedov
Khabib Abdulmanapovich Nurmagomedov (tiếng Nga: Хабиб Абдулманапович Нурмагомедов; tiếng Avar: ХIабиб ГӀабдулманапил НурмухӀамадов; /ħabib ʕabdulmanapil nurmuħamadow/; biệt danh: The Eagle; sinh ngày 20 tháng 9 năm 1988)  là một võ sĩ mixed martial arts (MMA) chuyên nghiệp người Nga, dân tộc Avar. Anh từng thi đấu ở hạng nhẹ (lightweight) tại Ultimate Fighting Championship (UFC), cựu vô địch UFC Lightweight giữ vị trí này lâu nhất, đã giữ đai từ tháng 4 năm 2018 đến tháng 3 năm 2021. Với 29 trận toàn thắng trong sự nghiệp, anh đã giải nghệ với thành tích bất bại. Đến từ Cộng hòa Dagestan, Nga, Nurmagomedov là tín hữu Hồi giáo Nga đầu tiên giành được đai UFC. Anh cũng là người Nga có nhiều người theo dõi nhiều nhất trên Instagram, với hơn 31 triệu người theo dõi tính đến tháng 10 năm 2021. Anh cũng là người quảng bá mixed martial arts, được biết đến với việc sở hữu và mở tạo dựng Eagle Fighting Championship (EFC). Năm 2021, anh ký hợp đồng chơi bóng ở vị trí tiền đạo cho đội bóng Nga FC Legion Dynamo.
Nurmagomedov là một võ sĩ nắm giữ nền tảng về các bộ môn Sambo, Judo và đấu vật, từng hai lần vô địch thế giới bộ môn Sambo đối kháng. Anh được nhiều chuyên gia võ thuật, võ sĩ, nhà báo nhận định là võ sĩ hạng nhẹ vĩ đại nhất trong lịch sử mixed martial arts. Cho đến tuyên bố giải nghệ, rút khỏi bảng xếp hạng vào tháng 3 năm 2021, Nurmagomedov được xếp hạng nhất trong bảng xếp hạng đa hạng cân pound-for-pound của UFC, số 1 mọi thời đại võ sĩ hạng nhẹ của tổ chức Fight Matrix.

## Xuất thân

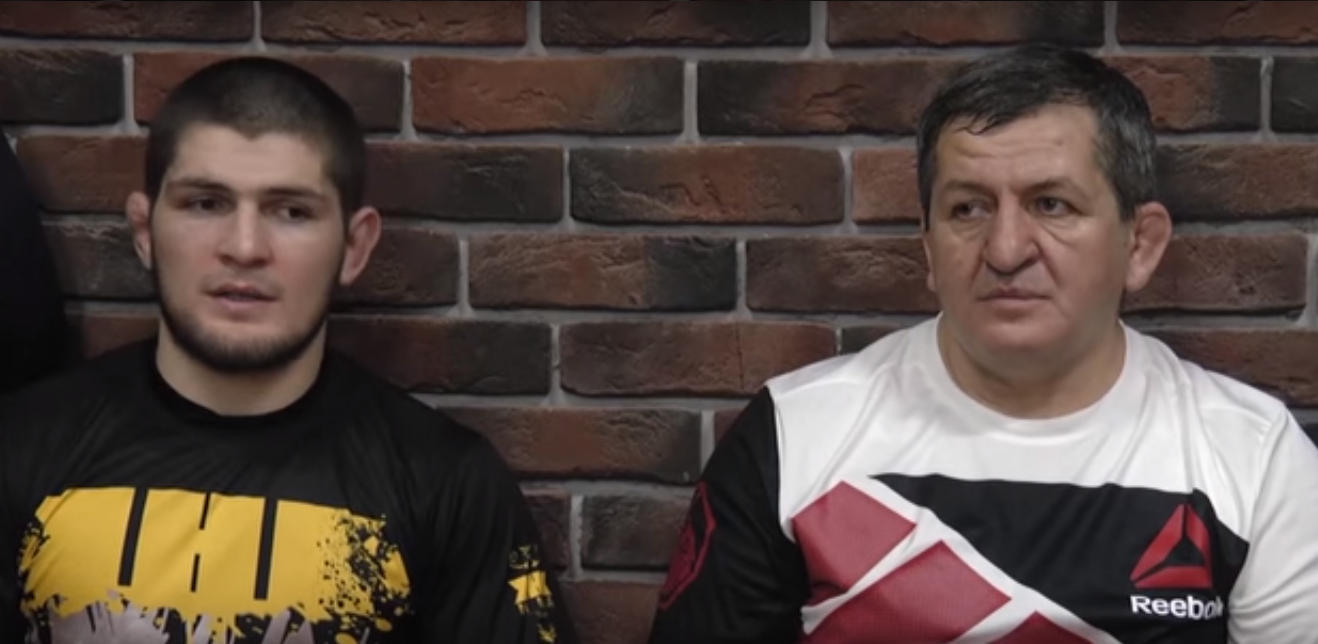
Nurmagomedov và bố anh, Abdulmanap.

Khabib Abdulmanapovich Nurmagomedov sinh ra trong một gia đình người Avar vào ngày 20 tháng 9 năm 1988, tại làng Sildi, huyện Tsumadinsky, Cộng hòa Xã hội chủ nghĩa Xô viết tự trị Dagestan, thuộc SFSR Nga, Liên Xô. Nhà có ba anh chị em, anh cả là Magomed, anh và em gái út Amina. Gia đình của anh đã chuyển từ Sildi đến Kirovaul, bố anh là một người dạy võ, đã chuyển đổi tầng trệt của căn nhà hai tầng của gia đình thành một phòng tập thể dục. Nurmagomedov lớn lên trong một gia đình với anh chị em và anh em họ của mình. Anh bắt đầu quan tâm đến võ thuật khi xem các võ sinh tập luyện tại phòng tập thể dục. Quá trình huấn luyện của Khabib khi còn nhỏ bao gồm đấu vật với một con gấu khi anh lên chín tuổi. Như thường lệ với nhiều trẻ em ở Dagestan, anh bắt đầu học đấu vật từ khi còn nhỏ từ năm 8 tuổi dưới sự dạy dỗ của cha mình, Abdulmanap Nurmagomedov. Bố anh là một vận động viên đội quyển và là một cựu chiến binh của Lục quân Xô Viết, cũng đã tập đấu vật từ khi còn nhỏ trước khi trải qua khóa huấn luyện Judo và Sambo trong quân đội. Bố anh đã dành cả cuộc đời của mình để huấn luyện thanh niên ở Dagestan, với hy vọng đưa ra giải pháp thay thế, giải quyết vấn đề bạo lực trong chủ nghĩa cực đoan Hồi giáo phổ biến tại khu vực này.
Năm 2001, gia đình anh chuyển đến Makhachkala, thủ phủ của Dagestan, nơi anh tiếp tục tập đấu vật ở tuổi 12 và học Judo từ năm 15 tuổi. Anh tiếp tục được huấn luyện Sambo chiến đấu bởi bố mình khi 17 tuổi. Theo hồi ký của Nurmagomedov, quá trình chuyển đổi từ đấu vật sang Judo rất khó khăn, nhưng bố anh muốn anh làm quen với việc thi đấu trong trang phục Keikogi. Bố anh, Abdulmanap là huấn luyện viên cao cấp của đội tuyển Sambo đối kháng quốc gia ở Cộng hòa Dagestan, huấn luyện một số vận động viên môn Sambo ở Makhachkala, Nga. Nurmagomedov thường xuyên tham gia đánh nhau trên đường phố khi còn trẻ, trước khi tập trung vào mixed martial arts. Anh kể lại rằng, cùng với cha mình, ba vận động viên đã truyền cảm hứng cho anh là võ sĩ người Mỹ Muhammad Ali, Mike Tyson và cầu thủ bóng đá người Brazil Ronaldo.

## Sự nghiệp MMA

### Giai đoạn đầu
Nurmagomedov ra mắt MMA chuyên nghiệp vào tháng 9 năm 2008 và có được bốn trận thắng trong vòng chưa đầy một tháng. Vào ngày 11 tháng 10, anh trở thành nhà vô địch giải đấu Atrium Cup đầu tiên, sau khi đánh bại ba đối thủ tại sự kiện ở Moskva. Trong ba năm tiếp theo, anh tiếp tục bất bại, hạ trực tiếp 11 trong số 12 đối thủ. Các trận này bao gồm trận ra mắt đấu trường M-1 Global, anh đánh bại Shahbulat Shamhalaev, võ sĩ từng tranh đai Bellator trong tương lai. Trong năm 2011, anh đã thi đấu bảy trận, giành quyền thăng hạng ProFC, tất cả đều giành chiến thắng bằng TKO hoặc đòn khóa. Với thành tích 16–0 trong các vòng đấu khu vực của Nga và Ukraina, anh tạo ra sự quan tâm của Ultimate Fighting Championship, và hai bên ký hợp đồng thi đấu. Sau đó, bố của Nurmagomedov đã tiết lộ trong một cuộc phỏng vấn rằng do tranh chấp hợp đồng với ProFC, họ đã có 11 phiên tòa tranh chấp về tính hợp pháp của hợp đồng UFC của Nurmagomedov. Sau khi thua sáu và thắng năm phiên tranh tụng, họ đã đạt được thỏa thuận và Khabib có thể tiếp tục sự nghiệp của mình, bắt đầu ở UFC.

### Ultimate Fighting Championship

#### Những năm đầu

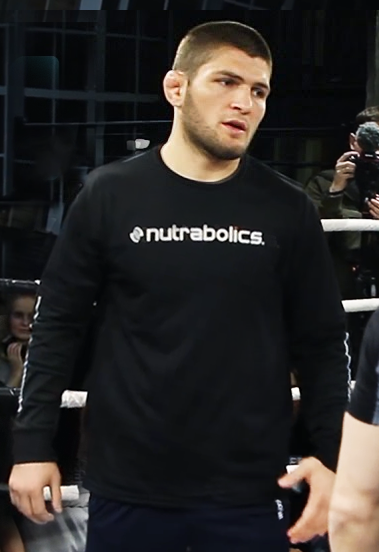
Nurmagomedov năm 2017.

Vào cuối năm 2011, Nurmagomedov đã ký hợp đồng đánh sáu trận thi đấu ở hạng nhẹ của UFC. Trong trận ra mắt UFC của mình, vào ngày 20 tháng 1 năm 2012 tại UFC trên FX 1, Nurmagomedov đã đánh bại Kamal Shalorus bằng đòn khóa cổ ở hiệp 3. Tiếp theo, anh đánh bại Gleison Tibau vào ngày 7 tháng 7 năm 2012 tại UFC 148 thông qua quyết định đồng thuận (UD). Tuy nhiên, 5 trong số 6 hãng truyền thông đã chấm điểm cho Tibau. Trận đấu tiếp theo của Nurmagomedov là đấu với Thiago Tavares vào ngày 19 tháng 1 năm 2013 tại UFC trên FX 7, và anh đã hạ đo ván (KO) ở hiệp đầu tiên. Sau trận, Tavares có kết quả dương tính với Drostanolone, một loại steroid đồng hóa và nhận án treo giò 9 tháng. Nurmagomedov đã đánh bại Abel Trujillo vào ngày 25 tháng 5 năm 2013 tại UFC 160 bằng UD. Ở phần cân, với trọng lượng 158,5 lb (72 kg), anh vượt quá giới hạn cho phép, có hai giờ để giảm xuống mức tối đa hạng nhẹ là 156 lbs nhưng anh không tiến hành, quyết định nhường tỷ lệ lợi nhuận cho đối thủ Trujillo và trận đấu đã diễn ra theo dạng trận quá cân. Trong trận này, Nurmagomedov đã lập kỷ lục mới của UFC về số lần quật ngã (takedown) nhiều nhất trong một trận đấu đơn, với 21 lần quật ngã thành công đối thủ trong tổng số 28 lần thực hiện.
Trong trận đấu UFC thứ 5 của mình vào ngày 21 tháng 9 năm 2013 tại UFC 165, Nurmagomedov đối mặt với Pat Healy. Anh đã thắng UD. Tham dự buổi họp báo đầu tiên sau sự kiện, Chủ tịch UFC Dana White đã khen ngợi anh, rằng: "Cú vật đó, khi anh ta chỉ cần quật ngã đối thủ và tung đòn đánh, [như] phong cách Matt Hughes. Điều đó khiến tôi nhớ đến Matt Hughes ngày xưa, anh ta sẽ kiểm soát đối thủ bằng cách quật vào lồng bát giác và đâm hạ gục. Anh ta thật thú vị. Chúng tôi có thể sẽ làm những việc lớn với người này." Vào tháng 12, Nurmagomedov đã thách đấu Gilbert Melendez trên mạng xã hội, sau đó cả hai dự kiến sẽ đối đầu tại UFC 170 vào ngày 22 tháng 2 năm 2014. Tuy nhiên, trận đấu đã bị hủy bỏ vì những lý do không được tiết lộ, và Melendez được thay thế bởi Nate Diaz. Tuy nhiên, trận đấu thay thế cũng bị hủy bỏ khi Diaz từ chối trận đấu. Nurmagomedov bày tỏ sự thất vọng của mình, đăng trên The MMA Hour, rằng: "Nếu họ nói rằng họ sẵn sàng đấu tốt nhất, họ nên đấu tốt nhất. Nếu họ muốn, tôi sẽ đưa cả hai vào lồng cùng một lúc." Nurmagomedov tiếp theo đối đầu với Rafael dos Anjos vào ngày 19 tháng 4 năm 2014 tại UFC trên Fox 11, và thắng UD.

#### Tiền đề tranh đai
Nurmagomedov được lên lịch đấu với Donald Cerrone vào ngày 27 tháng 9 năm 2014 tại UFC 178. Tuy nhiên, việc ghép trận nhanh chóng bị hủy bỏ sau khi có thông tin cho rằng anh đã bị chấn thương đầu gối. Sau đó, anh được cho là sẽ đối đầu với Cerrone vào ngày 23 tháng 5 năm 2015, tại UFC 187, tuy nhiên đã rút lui khỏi trận đấu vào ngày 30 tháng 4 do chấn thương đầu gối tái phát và được thay bằng John Makdessi. Anh dự kiến sẽ đối đầu với Tony Ferguson vào ngày 11 tháng 12 năm 2015 tại The Ultimate Fighter 22 Finale, tuy nhiên vẫn phải rút lui với lý do chấn thương khác, và được thay thế bởi Edson Barboza.
Trận đấu với Ferguson được lên lịch lại vào ngày 16 tháng 4 năm 2016 tại UFC trên Fox 19. Tuy nhiên, vào ngày 5 tháng 4, Ferguson phải nghỉ thi đấu vì vấn đề về phổi, và đối thủ thay thế bởi Darrell Horcher với hạng cân 160 lbs. Nurmagomedov đã thắng TKO trong hiệp 2 bằng một cú đấm. Vào tháng 9, anh đã ký hai hợp đồng để tranh đai với đương kim vô địch hạng nhẹ UFC, Eddie Alvarez, trên sàn đấu UFC 205 hoặc UFC 206, với Dana White xác nhận tham dự UFC 205. Tuy nhiên, vào ngày 26 tháng 9, UFC thông báo rằng Alvarez sẽ bảo vệ đai trước Conor McGregor. Nurmagomedov đã lên tiếng bất bình trên mạng xã hội, gọi Alvarez là "bullshit champ" vì đã từ chối trận đấu và chọn giao đấu với McGregor, chỉ trích UFC là "freak show".
Thay vì tranh đai, Nurmagomedov tiếp theo phải đối mặt với Michael Johnson vào ngày 12 tháng 11 năm 2016 tại UFC 205. Anh đã kiểm soát trận đấu và hạ gục đối thủ bằng đòn khóa bẻ khuỷu tay (kimura) ở hiệp 3. Trận đấu với Ferguson được lên kế hoạch lần thứ ba tại UFC 209 vào ngày 4 tháng 3 năm 2017 cho đai vô địch hạng nhẹ tạm thời. Tuy nhiên, anh bị ốm vì giảm cân quá đà, và kết quả là trận đấu bị hủy bỏ. Nurmagomedov đối đầu với Edson Barboza vào ngày 30 tháng 12 năm 2017 tại UFC 219. Ở trận này, anh áp đảo trong cả ba hiệp đấu, quật ngã Barboza liên tục và chiếm ưu thế tuyệt đối, thắng UD. Chiến thắng này cũng mang về cho anh phần thưởng Performance of the Night đầu tiên ở UFC.

#### UFC Lightweight Champion

##### Nurmagomedov v. Iaquinta

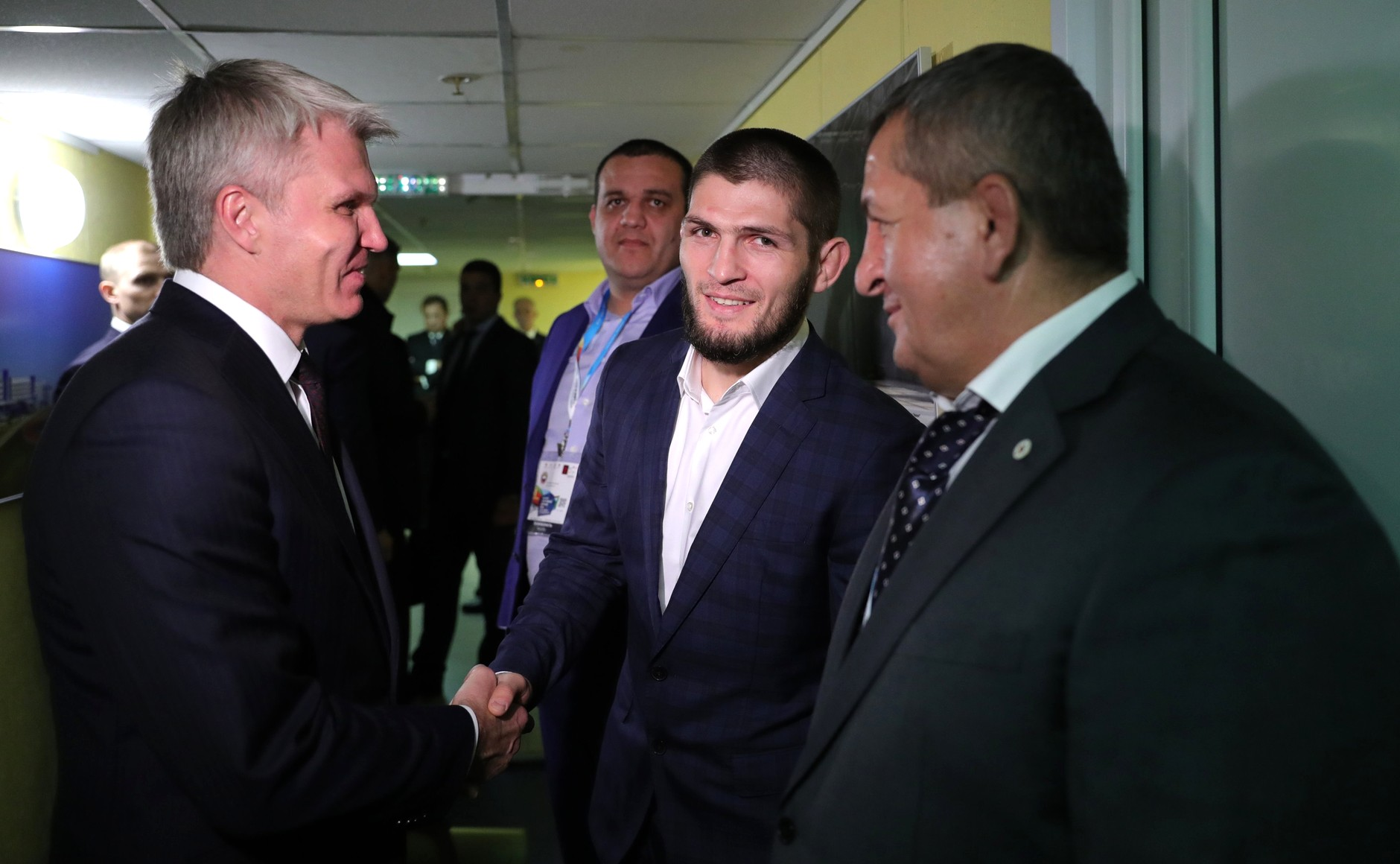
Bộ trưởng Bộ Thể thao Nga Pavel Kolobkov (trái) chúc mừng Nurmagomedov giành chức vô địch hạng nhẹ UFC.

Trận đấu với Ferguson đã được lên lịch lần thứ tư và dự kiến sẽ diễn ra vào ngày 7 tháng 4 năm 2018 tại UFC 223. Tuy nhiên, vào ngày 1 tháng 4 năm 2018, có thông tin rằng Ferguson đã dính chấn thương đầu gối và được thay thế bằng Max Holloway. Vào ngày 6 tháng 4, Holloway bị loại khỏi cuộc đấu sau khi Ủy ban Thể thao bang New York (NYSAC) tuyên bố Holloway không đủ khả năng để thi đấu do cắt giảm trọng lượng quá mức, và được thay thế bởi Al Iaquinta. Việc đưa Iaquinta vào trận đấu đã gây tranh cãi về sự sắp xếp võ sĩ của UFC để thay thế Holloway, ban đầu là Anthony Pettis, nặng hơn 0,2 lbs so với giới hạn của hạng này là 155 lbs và không chọn để cân lại, và lựa chọn thứ hai, Paul Felder, đã bị từ chối bởi NYSAC bởi vì không có trong bảng xếp hạng của UFC vào thời điểm thi đấu. Chỉ Nurmagomedov đủ điều kiện để giành chức vô địch, vì Iaquinta cũng nặng hơn 0,2 pound so với giới hạn trọng lượng của hạng cân. Trong trận này, Nurmagomedov đã áp đảo và giành chiến thắng UD để trở thành nhà vô địch hạng nhẹ UFC.

##### Nurmagomedov v. McGregor
Thứ 6, ngày 3 tháng 8 năm 2018, UFC thông báo rằng Nurmagomedov sẽ lần đầu tiên bảo vệ đai hạng nhẹ của mình trước Conor McGregor tại UFC 229 vào ngày 6 tháng 10 ở Las Vegas. Trong trận đấu, Nurmagomedov tiếp tục sử dụng sở trường các đòn quật ngã đối thủ của mình, ưu thế áp đảo ở hai hiệp đầu nhưng thất thế ở hiệp ba của trận đấu. Đây cũng là lần đầu tiên mà Nurmagomedov mất ưu thế một hiệp đấu trong sự nghiệp của mình. Anh đã đánh bại McGregor ở hiệp 4 bằng đòn khóa toàn diện cằm và đầu. Sau trận, Nurmagomedov đã ra khỏi sàn Octagon và cố gắng tấn công đồng đội của McGregor, Dillon Danis, dẫn đến một cuộc ẩu đả giữa hai đội. Sự kiện này đã thu hút 2,4 triệu lượt mua pay-per-view (PPV), nhiều nhất từ trước đến nay đối với một sự kiện MMA.

##### Nurmagomedov v. Poirier
Vào tháng 6 năm 2019, Nurmagomedov đã ký hợp đồng nhiều trận đấu mới với UFC. Trong trận đấu đầu tiên của thỏa thuận mới, anh đã bảo vệ danh hiệu của mình lần thứ hai trước nhà vô địch hạng nhẹ tạm thời Dustin Poirier vào ngày 7 tháng 9 năm 2019 trong sự kiện chính tại UFC 242. Trong trận này, anh đã giành chiến thắng bằng đòn khóa cổ ở hiệp 3. Chiến thắng đã thống nhất cả hai danh hiệu và mang về cho anh giải thưởng Performance of the Night thứ hai. Anh và Poirier đổi áo sau trận như một thể hiện sự tôn trọng. Trong cuộc phỏng vấn sau trận đấu, Nurmagomedov nói rằng anh sẽ bán chiếc áo mà Poirier tặng và quyên góp số tiền thu được cho tổ chức từ thiện của Poirier. Chiếc áo được bán với giá 100.000 USD và số tiền quyên góp bởi chủ tịch UFC Dana White.

##### Nurmagomedov v. Gaethje
| “                                                  | Không đời nào tôi đến đây mà không có bố. Đó là lần đầu tiên sau những gì đã xảy ra với bố tôi, khi UFC gọi cho tôi về Justin, tôi nói chuyện với mẹ tôi ba ngày. Mẹ không muốn tôi đi chiến đấu mà không có bố tôi nhưng tôi đã hứa với bà ấy rằng đó sẽ là trận chiến cuối cùng của tôi. Nếu tôi đưa ra lời của tôi, tôi phải làm theo điều này. Đó là trận chiến cuối cùng của tôi ở đây. | ” |
| —Nurmagomedov, tuyên giải nghệ mixes martial arts. | |   |

Nurmagomedov đã được lên kế hoạch để bảo vệ đai trước Tony Ferguson vào ngày 18 tháng 4 năm 2020 tại UFC 249. Đây là lần thứ năm một trận đấu giữa hai võ sĩ được lên lịch và cả hai đều có chuỗi 12 trận thắng tại UFC. Tuy nhiên, Nurmagomedov đã không thể rời Nga vì việc di chuyển bằng đường hàng không bị hạn chế do đại dịch COVID-19 và do đó đã bị xóa thẻ trong trận này. Thay vào đó, Ferguson phải đối mặt với ứng cử viên hàng đầu Justin Gaethje cho đai vô địch hạng nhẹ tạm thời của UFC tại UFC 249, trận đấu bị hoãn đến ngày 9 tháng 5. Gaethje thắng trận bằng TKO hiệp thứ năm, qua đó chấm dứt chuỗi trận thắng của Ferguson và giành cho mình một suất tranh đai trước Nurmagomedov. Nurmagomedov đối mặt với Gaethje trong trận đấu thống nhất đai vào ngày 24 tháng 10 năm 2020 trong sự kiện chính tại UFC 254. Anh đã giành chiến thắng trong cuộc đấu bằng đòn kỹ thuật khóa tam giác ở hiệp thứ hai để bảo vệ và tái thống nhất đai vô địch hạng nhẹ UFC. Trong cuộc phỏng vấn sau trận đấu, anh tuyên bố từ giã mixed martial arts với giải thích rằng anh đã hứa với mẹ rằng anh sẽ không tiếp tục chiến đấu nếu không có người cha quá cố của mình. Chiến thắng này đã mang về cho anh giải thưởng Performance of the Night. Daniel Cormier đã tuyên bố sau trận rằng Khabib sử dụng đòn khóa tam giác để hạ gục Geathje mặc dù có thể hạ gục dễ dàng hơn bằng đòn khóa tay, nhưng không sử dụng để hạn chế chấn thương cho đối thủ.

#### Sau giải nghệ UFC
Sau tuyên bố giải nghệ, mặc dù đã cố gắng đàm phán để đưa anh trở lại một trận đấu nữa, Chủ tịch UFC Dana White đã thông báo vào ngày 19 tháng 3 năm 2021 rằng ông đã chấp nhận quyết định giải nghệ của Nurmagomedov và đai vô địch hạng nhẹ UFC đã chính thức bị bỏ trống. Sau khi giải nghệ, Nurmagomedov đã sang nhượng và trở thành chủ sở hữu Gorilla Fighting Championship (GFC), một chương trình quảng bá MMA có trụ sở tại Nga, với giá 1 triệu USD, sau đó đổi tên thành Eagle Fighting Championship (EFC).

## Thành tích

### Ultimate Fighting Championship
- Vô địch hạng nhẹ UFC (1), bảo vệ đai thành công (3), nhà vô địch hạng nhẹ lâu nhất trong lịch sử UFC (1077 ngày);
- Performance of the Night (3) v. Edson Barboza, Dustin Poirier và Justin Gaethje;[72][85][96]
- Nhiều lần quật ngã nhất trong một trận đấu UFC (UFC 160: 21/28) v. Abel Trujillo;[43]
- Bảo vệ đai nhiều nhất UFC hạng nhẹ (3) (cùng BJ Penn, Frankie Edgar và Benson Henderson);
- Bảo vệ đai liên tiếp nhiều nhất lịch sử UFC hạng nhẹ (3) (cùng BJ Penn, Frankie Edgar và Benson Henderson);
- Thắng nhiều trận đấu đai nhất lịch sử UFC hạng nhẹ (4) (cùng BJ Penn và Benson Henderson);
- Nhiều trận thắng liên tiếp nhất trong lịch sử UFC (13);
- Nhà vô địch UFC thứ hai người Nga (sau Oleg Taktarov);[102]
- Nhà vô địch UFC người Hồi giáo đầu tiên;[103]

### Giải đấu khác
- M-1 Global: Tuyển chọn năm 2009;
- Atrium Cup: Nhà vô địch giải đấu Pankration Atrium Cup 2008;
- Sherdog.com: Breakthrough Fighter of the Year (2013),[104] Beatdown of the Year (2016, v. Michael Johnson),[105] Comeback Fighter of the Year (2016);[106]
- World MMA Awards: International Fighter of the Year 2016;[107]
- Wrestling Observer Newsletter: Mixed Martial Arts Most Valuable (2020);[108]
- BBC Sports Personality World Sport Star of the Year: World Sport Star of the Year (2020);[109]
- Russian Public Opinion Research Center (VTsIOM): Vận động viên xuất sắc nhất Nga;[110]
- ESPY Award: Best MMA fighter (2021);[111]
- Combat Sambo Federation of Russia: Huy chương Vàng Giải vô địch Sambo Nga 2009, hạng 74 kg;
- World Combat Sambo Federation: Huy chương Vàng Giải vô địch Sambo Thế giới 2009, hạng 74 kg, Huy chương Vàng Giải vô địch Sambo Thế giới 2010, hạng 82 kg;

## Phong cách chiến đấu
Nurmagomedov trong suốt cuộc đời và sự nghiệp võ thuật của mình gắn liền với các môn vật, từ khi được dạy Sambo, học Judo từ nhỏ cho đến khi trưởng thành. Anh sử dụng phong cách đấu vật dựa trên áp lực không ngừng lên đối thủ, thường được mô tả là "mauling". Sử dụng nhiều đòn hạ gục bằng kỹ thuật quật ngã trong đấu vật và Judo/Sambo, buộc đối thủ của mình bị dồn vào lồng Octagon, đồng thời trói chân và một cánh tay của họ để ngăn họ chạy thoát. Từ vị trí này, anh làm kiệt sức đối thủ của mình bằng cách ép trọng lượng của mình vào cơ thể họ và tung những đòn tấn công cơ bản, dễ thấy, dễ hiểu nhưng không dễ chống đỡ vì đang bị khóa. Trong suốt sự nghiệp của mình, 19 trong số 29 chiến thắng của anh đến bằng TKO/KO hoặc khóa.
Trong giới võ thuật, cựu vô địch hạng nặng UFC ba lần và nhà vô địch hạng bán nặng UFC hai lần, Randy Couture đã ca ngợi Nurmagomedov là "brilliant". Bình luận viên MMA Joe Rogan, đai đen ở cả Planet Jiu-Jitsu và Nhu thuật Brasil nói về Nurmagomedov: "Anh ấy là chiến binh hạng nhẹ đáng sợ nhất trên thế giới, và anh sở hữu một cấp độ khủng khiếp [về vật lộn] đến mức tỷ lệ đánh bại anh giảm đáng kể sau phút rưỡi đầu tiên [trong các trận]." Trọng tài Herb Dean của UFC tuyên bố Nurmagomedov liên tục nói chuyện với đối thủ trong khi đấu nhau.

## Đời tư

### Tôn giáo và xã hội

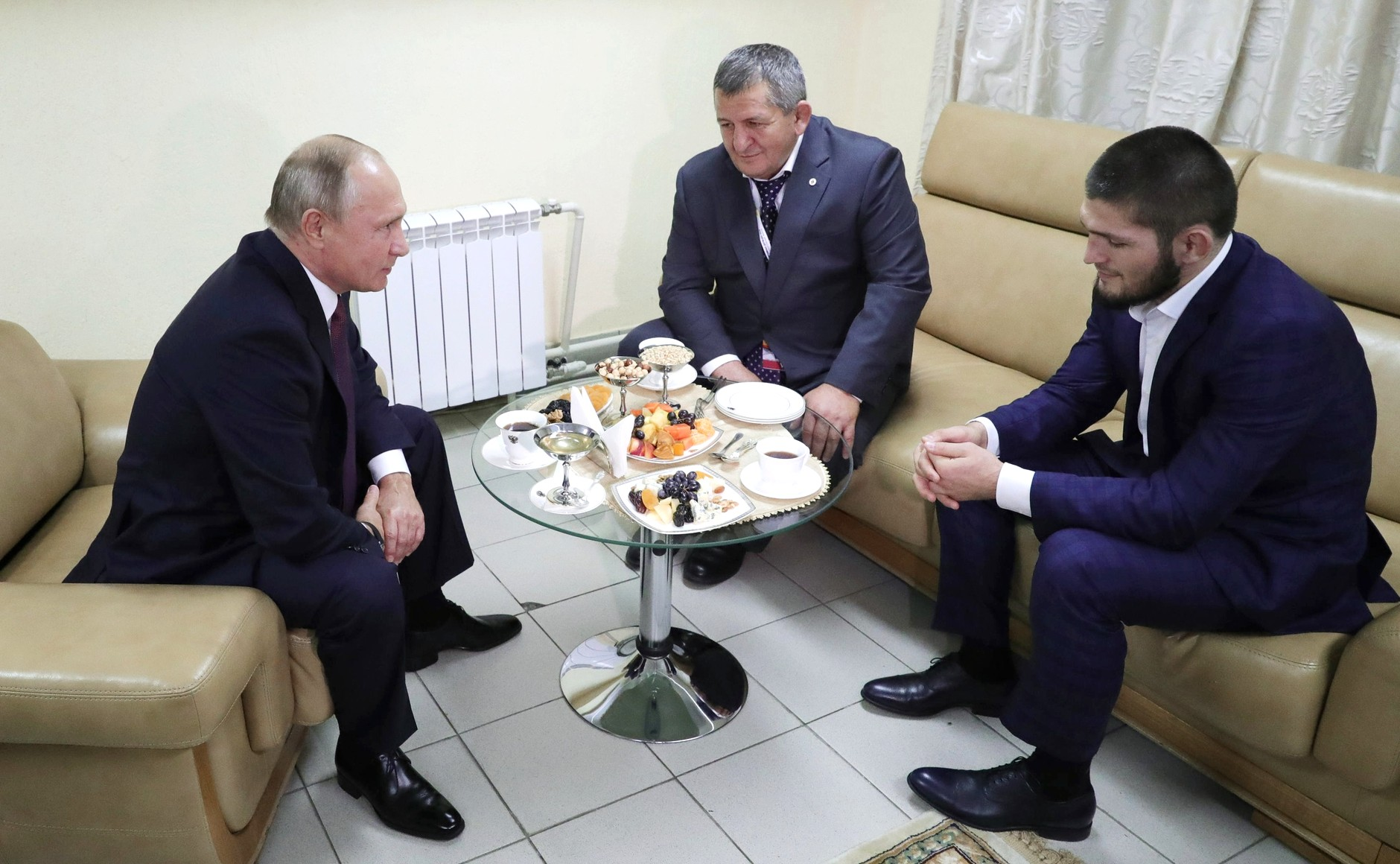
Nurmagomedov và bố gặp Tổng thống Nga Vladimir Putin bốn ngày sau chiến thắng trước McGregor.

Là một phần của văn hóa Dagestani Avar của mình, Nurmagomedov thường xuyên đội mũ papakha sau khi thi đấu và trong các sự kiện quảng cáo. Anh nói một số ngôn ngữ, bao gồm tiếng Avar, tiếng Nga, tiếng Anh, tiếng Thổ Nhĩ Kỳ và tiếng Ả Rập. Anh vừa thi đấu MMA, vừa theo giáo dục, và vào năm 2019, Nurmagomedov là sinh viên năm thứ ba của Đại học Kinh tế Quốc dân Plekhanov. Về thể thao, anh là một người hâm mộ bóng đá cuồng nhiệt và là người ủng hộ các câu lạc bộ Anzhi Makhachkala, Galatasaray, Real Madrid và Liverpool, cũng như đội tuyển quốc gia Nga. Về tôn giáo, Nurmagomedov là một người Hồi giáo dòng Sunni. Vào tháng 10 năm 2020, The Guardian đăng tin nhận định rằng anh là vận động viên Hồi giáo nổi tiếng thứ hai trên thế giới, chỉ sau cầu thủ bóng đá Ai Cập Mohamed Salah. The Guardian cũng nói thêm rằng, kể từ sau chiến thắng đỉnh cao trước McGregor, Nurmagomedov đã sử dụng địa vị có ảnh hưởng của mình để tiếp tục đẩy mạnh thế giới quan cực kỳ bảo thủ của mình.
Vào năm 2018, Nurmagomedov ủng hộ đàn áp các hộp đêm ở quê nhà Dagestan, và đưa ra những lời chỉ trích tại một buổi hòa nhạc rap được tổ chức ở Makhachkala, khiến rapper Egor Kreed phải hủy các buổi biểu diễn của mình trong khu vực này. Vào năm 2019, anh đã lên tiếng phản đối một vở kịch được tổ chức ở Dagestan có cảnh một người phụ nữ ăn mặc hở hang quyến rũ một người đàn ông. Anh mô tả vở kịch là "filth", khuyến nghị chính phủ điều tra về việc sản xuất vở kịch và kêu gọi những người liên quan đưa ra lời xin lỗi công khai, điều này được cho là đã khiến nhà sản xuất vở kịch nhận được những lời đe dọa trên mạng xã hội. Vào tháng 10 năm 2020, anh đã chỉ trích Tổng thống Pháp Emmanuel Macron sau vụ sát hại Samuel Paty, tuyên bố về Samuel Paty rằng: "Cầu xin Đấng toàn năng làm biến dạng khuôn mặt của sinh vật này và tất cả những người ủng hộ hắn, những người dưới khẩu hiệu tự do ngôn luận, xúc phạm tình cảm của hơn một tỷ rưỡi tín đồ Hồi giáo. Cầu xin Đấng toàn năng làm nhục họ trong đời này, và đời sau."
Nurmagomedov đã tham gia huấn luyện tại SC Bazarganova ở Kizilyurt, Dagestan (2012), K-Dojo, AMA Fight Club ở Fairfield, New Jersey (2012), Mamishev Fight Team ở Sankt-Peterburg (2012), Fight Spirit Team ở Kolpino, Sankt-Peterburg (2013), và KHK MMA Team ở Bahrain (2015), được tài trợ bởi Hoàng tử Bahrain Khalid bin Hamad Al Khalifa. Năm 2016, anh đồng sáng lập đội Eagles MMA của riêng mình, với sự hỗ trợ từ tỷ phú người Dagestani Ziyavudin Magomedov. Sau khi Magomedov bị bắt vì tội tham ô vào năm 2018, Nurmagomedov đã sử dụng bài phát biểu sau trận đấu tại UFC 223 để kêu gọi tổng thống Nga Vladimir Putin ân xá cho Magomedov. Anh cũng đã tổ chức một buổi hội thảo đào tạo tại câu lạc bộ võ thuật Akhmat MMA được tài trợ bởi Nguyên thủ Ramzan Kadyrov của Cộng hòa Chechnya, người đã nhận được nhiều lời chỉ trích từ một số khu vực vì những cáo buộc vi phạm nhân quyền của chính phủ của ông.

### Gia đình và danh hiệu
Nurmagomedov kết hôn với Patimat, mối tình đầu và cũng là bạn học thời bé của mình vào tháng 6 năm 2013 và họ có ba người con: một con gái, Fatima Nurmagomedova, sinh ngày 1 tháng 6 năm 2015, một con, Magomed Nurmagomedov, trai sinh ngày 30 tháng 12 năm 2017, và một con trai sinh ngày 22 tháng 12 năm 2019. Con trai đầu lòng được đặt tên là Magomed, theo tên ông cố của Khabib. Trong số những người anh em họ của anh có các võ sĩ UFC Abubakar Nurmagomedov, Umar Magomednabievich Nurmagomedov, và Usman Magomednabievich Nurmagomedov. Vào tháng 5 năm 2020, bố của anh và cũng là huấn luyện viên lâu năm Abdulmanap bị hôn mê sau khi nhiễm COVID-19 sau một cuộc phẫu thuật tim. Ông qua đời vào ngày 3 tháng 7 năm 2020 tại một bệnh xá ở Moskva, ở tuổi 57.
Vào tháng 10 năm 2018, Nurmagomedov đã được Thị trưởng Grozny Ibrahim Zakriev phong là "Công dân danh dự của Grozny" sau chiến thắng trước McGregor tại UFC 229. Anh cũng được người đứng đầu Chechnya là Ramzan Kadyrov tặng một chiếc ô tô Mercedes, được tài trợ từ Quỹ Akhmad Kadyrov, và bố anh là Abdulmanap đã được Kadyrov trao tặng danh hiệu "Người lao động được tôn vinh về văn hóa thể chất của Cộng hòa Chechnya". Vào ngày 5 tháng 12 năm 2019, Nguyên thủ Cộng hòa Dagestan Vladimir Vasilyev đã trao cho anh và Abdulmanap danh hiệu "Những đóng góp đáng kể cho thể thao ở Dagestan".

## Xung đột và tranh cãi

### UFC 223 Media Day

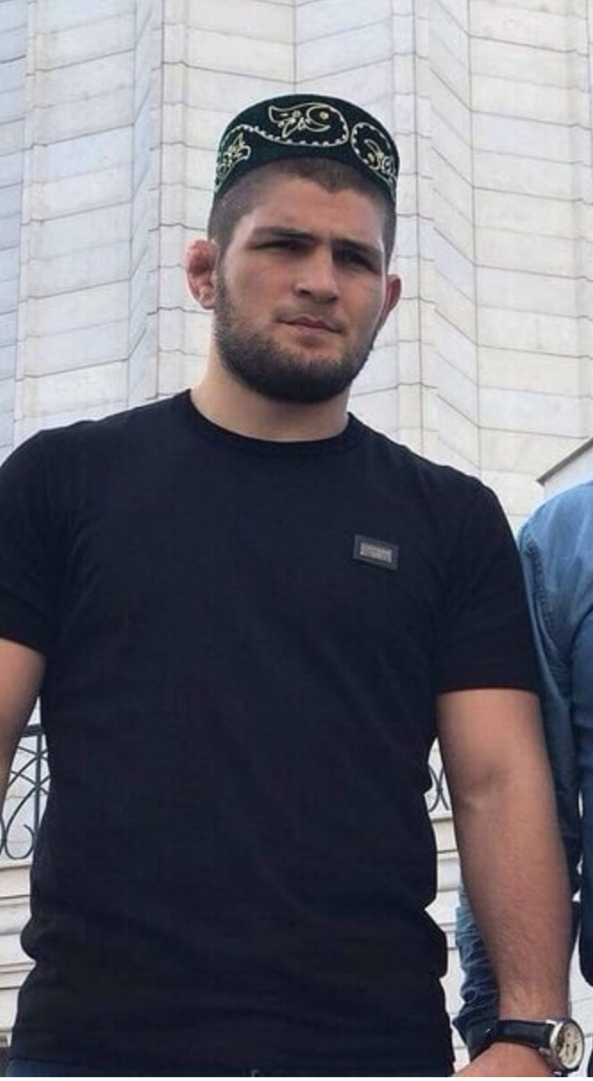
Nurmagomedov đội mũ papakha, 2020.

Vào ngày 3 tháng 4 năm 2018, Nurmagomedov và võ sĩ Artem Lobov đã có một cuộc hỗn chiến, trong đó Nurmagomedov và đội của anh đã dồn Lobov vào chân tường và đánh Lobov nhiều đòn. Lobov được biết là bạn thân thiết với Conor McGregor, người mà Nurmagomedov đã có những cuộc trao đổi khẩu chiến "trash talk". Hai ngày sau, trong các lần xuất hiện quảng cáo cho UFC 223, McGregor và đội của mình được các thành đội quảng bá sự kiện dẫn vào Trung tâm Barclays. Họ đối đầu với Nurmagomedov, người đang trên xe buýt rời nhà thi đấu với các võ sĩ "red corner" khác cho UFC 223, bao gồm Rose Namajunas, Al Iaquinta, Karolina Kowalkiewicz, Ray Borg và Michael Chiesa. McGregor chạy đến cùng với chiếc xe buýt đang di chuyển chậm rãi và sau đó chạy qua nó để lấy một chiếc xe chở thiết bị kim loại rồi ném nó vào cửa sổ của xe buýt trước khi cố gắng ném thêm các vật khác. Chiesa và Borg bị thương do mảnh kính vỡ và được đưa đến bệnh viện. Họ sớm bị loại khỏi thẻ thi đấu theo khuyến nghị của NYSAC và đội ngũ y tế của UFC.
McGregor và những người khác có liên quan ban đầu đã bỏ trốn khỏi Trung tâm Barclays sau vụ việc. Chủ tịch UFC Dana White cho biết đã có lệnh bắt McGregor, và Cục Cảnh sát New York giám sát McGregor. McGregor sau đó đã tới đầu thú tại đồn cảnh sát, đối mặt với ba tội danh hành hung và một tội danh láu cá. Anh ta tiếp tục bị buộc tội đe dọa và liều lĩnh gây nguy hiểm, được bảo lãnh tại ngoại với 50.000 USD cho đến ngày 14 tháng 6 năm 2018. Theo các điều kiện tại ngoại do thẩm phán đưa ra, McGregor được phép đi lại không hạn chế. McGregor sau đó không nhận tội về hành vi gây mất trật tự và được lệnh thực hiện 5 ngày phục vụ cộng đồng và tham gia các lớp học quản lý tâm trạng.

### Sự cố UFC 229
Vào ngày 6 tháng 10 năm 2018, sau chiến thắng trước Conor McGregor tại UFC 229, Nurmagomedov đã nhảy qua sàn bát giác và lao vào người thuộc đội của McGregor là Dillon Danis. Danis được cho là đã hét lên những lời lăng mạ Nurmagomedov. Ngay sau đó, McGregor và Abubakar Nurmagomedov, anh họ của Khabib, cố gắng rời khỏi sàn bát giác, nhưng một cuộc ẩu đả đã nổ ra giữa họ sau khi McGregor đấm Abubakar, người sau đó đã đấm lại anh ta. McGregor sau đó đã bị tấn công từ phía sau bên trong sàn bát giác bởi hai trong số những người thuộc đội Nurmagomedov, là Zubaira Tukhugov và Esed Emiragaev. Tukhugov, một võ sĩ Chechnya được lên kế hoạch thi đấu vào ngày 27 tháng 10 năm 2018 tại UFC Fight Night: Volkan vs. Smith đấu với Artem Lobov, thành viên đội McGregor từng đối đầu với Nurmagomedov vào tháng 4 năm 2018, tuy nhiên đã bị xóa khỏi thẻ thi đấu vào ngày 17 tháng 10.
Với cuộc ẩu đả này, khoản tiền thanh toán của Nurmagomedov cho trận đấu đã bị Ủy ban Thể thao bang Nevada (NSAC) giữ lại, chờ một cuộc điều tra về hành động diễn ra. Anh đã xuất hiện tại cuộc phỏng vấn sau trận đấu và xin lỗi NSAC, nói rằng anh bị khiêu khích bởi cuộc khẩu chiến "trash-talk" của McGregor và sự cố xe buýt UFC 223, cũng chia sẻ thêm rằng: "Bạn [tức McGregor] không thể nói về tôn giáo. Bạn không thể nói về quốc gia. Các bạn không thể nói về những điều này. Điều này rất quan trọng đối với tôi." Sau đó, anh đã đăng trên Instagram rằng đã cảnh báo McGregor và sẽ trả tiền cho những ẩu đả anh đã gây ra vào ngày 6 tháng 10. Bố của Khabib, Abdulmanap, sau đó cho biết ông không có ác cảm với McGregor và mời McGregor sang Nga tập huấn.
Sau đó, NSAC đã đệ đơn khiếu nại chính thức cả Nurmagomedov và McGregor, và vào ngày 24 tháng 10, NSAC đã bỏ phiếu thông qua việc trả lại một nửa khoản thanh toán 2 triệu USD cho trận đấu của Nurmagomedov. Cả Nurmagomedov và McGregor đều nhận được lệnh cấm vô thời hạn cho đến khi một phiên điều trần chính thức sẽ xác định kết quả xem xét giải quyết của cuộc ẩu đả sau trận đấu. Vào ngày 29 tháng 1 năm 2019, NSAC đã thông báo đình chỉ 9 tháng đối với Nurmagomedov (có hiệu lực từ ngày 6 tháng 10 năm 2018) và phạt 500.000 USD. Anh đủ điều kiện để thi đấu trở lại vào ngày 6 tháng 7 năm 2019. McGregor cũng nhận án treo giò 6 tháng và phạt 50.000 USD, trong khi Abubakar Nurmagomedov và Zubaira Tukhugov mỗi người nhận án treo giò 12 tháng và phạt 25.000 USD. Nurmagomedov phàn nàn về các quyết định của NSAC và tuyên bố anh không còn muốn thi đấu ở bang Nevada.

## Thống kê
| Thống kê thành tích chuyên nghiệp |          |        |
| 29 trận                           | 29 thắng | 0 thua |
| Bằng knockout                     | 8        | 0      |
| Bằng submission                   | 11       | 0      |
| Bằng quyết định trọng tài         | 10       | 0      |

| KQ    | Chỉ số | Đối thủ                | Dạng      | Sự kiện                                         | Ngày                 | Hiệp | Giờ  | Địa điểm           | Ghi chú                                                                                       |
| ----- | ------ | ---------------------- | --------- | ----------------------------------------------- | -------------------- | ---- | ---- | ------------------ | --------------------------------------------------------------------------------------------- |
| Thắng | 29–0   | Justin Gaethje         | Khóa      | UFC 254                                         | 24 tháng 10 năm 2020 | 2    | 1:34 | Abu Dhabi          | Giữ đai thống nhất UFC Lightweight Championship. Performance of the Night. Sau đó, từ bỏ đai. |
| Thắng | 28–0   | Dustin Poirier         | Khóa cổ   | UFC 242                                         | 7 tháng 9 năm 2019   | 3    | 2:06 | Abu Dhabi          | Giữ đai thống nhất UFC Lightweight Championship. Performance of the Night.                    |
| Thắng | 27–0   | Conor McGregor         | Khóa hàm  | UFC 229                                         | 6 tháng 10 năm 2018  | 4    | 3:03 | Las Vegas,         | Giữ đai UFC Lightweight Championship.                                                         |
| Thắng | 26–0   | Al Iaquinta            | UD        | UFC 223                                         | 7 tháng 4 năm 2018   | 5    | 5:00 | Brooklyn, New York | Giành đai UFC Lightweight Championship.                                                       |
| Thắng | 25–0   | Edson Barboza          | UD        | UFC 219                                         | 30 tháng 12 năm 2017 | 3    | 5:00 | Las Vegas          | Performance of the Night.                                                                     |
| Thắng | 24–0   | Michael Johnson        | Khóa      | UFC 205                                         | 12 tháng 11 năm 2016 | 3    | 2:31 | New York           |                                                                                               |
| Thắng | 23–0   | Darrell Horcher        | TKO (đấm) | UFC on Fox: Teixeira vs. Evans                  | 16 tháng 4 năm 2016  | 2    | 3:38 | Florida            | Chuyển cân (160 lb).                                                                          |
| Thắng | 22–0   | Rafael dos Anjos       | UD        | UFC on Fox: Werdum vs. Browne                   | 19 tháng 4 năm 2014  | 3    | 5:00 | Florida            |                                                                                               |
| Thắng | 21–0   | Pat Healy              | UD        | UFC 165                                         | 21 tháng 9 năm 2013  | 3    | 5:00 | Toronto            |                                                                                               |
| Thắng | 20–0   | Abel Trujillo          | UD        | UFC 160                                         | 25 tháng 5 năm 2013  | 3    | 5:00 | Las Vegas          | Chuyển cân (158.5 lb); Nurmagomedov quá cân.                                                  |
| Thắng | 19–0   | Thiago Tavares         | KO        | UFC on FX: Belfort vs. Bisping                  | 19 tháng 1 năm 2013  | 1    | 1:55 | São Paulo          | Tavares vi phạm chất cấm drostanolone.                                                        |
| Thắng | 18–0   | Gleison Tibau          | UD        | UFC 148                                         | 7 tháng 7 năm 2012   | 3    | 5:00 | Las Vegas          |                                                                                               |
| Thắng | 17–0   | Kamal Shalorus         | Khóa cổ   | UFC on FX: Guillard vs. Miller                  | 20 tháng 1 năm 2012  | 3    | 2:08 | Nashville          | Quay lại hạng nhẹ.                                                                            |
| Thắng | 16–0   | Arymarcel Santos       | TKO (đấm) | ProFC 36: Battle on the Caucas                  | 22 tháng 10 năm 2011 | 1    | 3:33 | Khasavyurt         |                                                                                               |
| Thắng | 15–0   | Vadim Sandulskiy       | Khóa      | ProFC / GM Fight: Ukraine Cup 3                 | 15 tháng 9 năm 2011  | 1    | 3:01 | Odessa             |                                                                                               |
| Thắng | 14–0   | Khamiz Mamedov         | Khóa      | ProFC 30: Battle on Don                         | 5 tháng 8 năm 2011   | 1    | 3:15 | Rostov-on-Don      |                                                                                               |
| Thắng | 13–0   | Kadzhik Abadzhyan      | Khóa      | ProFC: Union Nation Cup Final                   | 2 tháng 7 năm 2011   | 1    | 4:28 | Rostov-on-Don      |                                                                                               |
| Thắng | 12–0   | Ashot Shaginyan        | KO (đấm)  | ProFC: Union Nation Cup 15                      | 5 tháng 5 năm 2011   | 1    | 2:18 | Rostov-on-Don      |                                                                                               |
| Thắng | 11–0   | Said Khalilov          | Khóa      | ProFC: Union Nation Cup 14                      | 9 tháng 4 năm 2011   | 1    | 3:16 | Rostov-on-Don      |                                                                                               |
| Thắng | 10–0   | Alexander Agafonov     | TKO       | M-1 Selection Ukraine 2010: The Finals          | 12 tháng 2 năm 2011  | 2    | 5:00 | Kiev               |                                                                                               |
| Thắng | 9–0    | Vitaliy Ostroskiy      | TKO       | M-1 Selection Ukraine 2010: Clash of the Titans | 18 tháng 9 năm 2010  | 1    | 4:06 | Kiev               |                                                                                               |
| Thắng | 8–0    | Ali Bagov              | UD        | Golden Fist Russia                              | 10 tháng 6 năm 2010  | 2    | 5:00 | Moskva             | Quay lại hạng bán trung.                                                                      |
| Thắng | 7–0    | Shahbulat Shamhalaev   | Khóa      | M-1 Challenge: 2009 Selections 9                | 3 tháng 11 năm 2009  | 1    | 4:36 | St. Petersburg     | Quay lại hạng nhẹ.                                                                            |
| Thắng | 6–0    | Eldar Eldarov          | TKO       | Tsumada Fighting Championship 3                 | 8 tháng 8 năm 2009   | 2    | 2:44 | Agvali             | Chiến thắng Tsumada Fighting Championship 3.                                                  |
| Thắng | 5–0    | Said Akhmed            | TKO       | Tsumada Fighting Championship 3                 | 8 tháng 8 năm 2009   | 1    | 2:05 | Agvali             | Ra mắt hạng bán trung. Bán kết Tsumada Fighting Championship 3 Tournament.                    |
| Thắng | 4–0    | Shamil Abdulkerimov    | UD        | Pankration Atrium Cup 1                         | 11 tháng 10 năm 2008 | 2    | 5:00 | Moskva             | Thắng Pankration Atrium Cup 1 Tournament.                                                     |
| Thắng | 3–0    | Ramazan Kurbanismailov | UD        | Pankration Atrium Cup 1                         | 11 tháng 10 năm 2008 | 2    | 5:00 | Moskva             | Bán kết Pankration Atrium Cup 1 Tournament.                                                   |
| Thắng | 2–0    | Magomed Magomedov      | UD        | Pankration Atrium Cup 1                         | 11 tháng 10 năm 2008 | 2    | 5:00 | Moskva             | Tứ kết Pankration Atrium Cup 1 Tournament.                                                    |
| Thắng | 1–0    | Vusal Bayramov         | Khóa      | CSFU: Champions League                          | 13 tháng 9 năm 2008  | 1    | 2:20 | Poltava            | Ra mắt hạng nhẹ.                                                                              |